# Хуліо Лосада
Хуліо Лосада (ісп. Julio Losada, нар. 16 червня 1950) — уругвайський футболіст, що грав на позиції нападника. Виступав, зокрема, за клуби «Пеньяроль» та «Олімпіакос», а також національну збірну Уругваю.
Чотириразовий чемпіон Греції. Дворазовий володар Кубка Греції. 

## Клубна кар'єра
У дорослому футболі дебютував 1969 року виступами за команду «Пеньяроль», в якій провів три сезони. За період перебування в складі столичного гранду уругвайського футболу виграв національний чемпіонат та кубок пошани 1967 року. У 1969 році Лосада вийшов у стартовому складі в переможному (2:1) поєдинку Міжконтинентального суперкубку проти «Естудьянтеса» (Ла-Плата). У 1971 році разом з «Пеньяролем» виграв кубок Монтевідео. Залишався основним гравцем команди протягом усього періоду перебування в столичному клубі. Напередодні старту сезону 1972 року залишив «Пеньяроль». Після цього перейшов до клубу «Олімпіакос», за який відіграв 8 сезонів. Став одним з найзірковіших футболістів ери Гуландріса. Разом з нападником національної збірної Франції Івом Тріанфілосом сформував одну з найпотужніших атакувальних ліній в історії «Олімпіакоса». Невисокий на зріст правофланговий нападник швидко став улюбленцем грецьких фанів. За цей час п'ять разів виборював титул чемпіона Греції (1973, 1974, 1975, 1980, 1982). Також двічі ставав володарем кубку Греції (1973, 1975). Футбольну кар'єру завершив 1980 року, у червоно-білій футболці зіграв 146 матчів, в яких відзначився 30-ма голами у Суперлізі Греції. Другий іноземний футболіст «Олімпіакоса» за кількістю зіграних матчів (за цим показником поступається лише Предрагу Джорджевичу).

## Виступи за збірну
31 березня 1970 року дебютував у футболці національної збірної Уругваю. У складі збірної був учасником чемпіонату світу 1970 року у Мексиці, де зіграв у матчах проти Ізраїлю та Швеції. Востаннє футболку національної команди одягав 10 червня 1970 року.
Загалом протягом кар'єри у національній команді, яка тривала 1 рік, провів у її формі 5 матчів.

## Досягнення
«Пеньяроль»
- Прімера Дивізіон Уругваю
  -  Чемпіон (1): 1967
  -  Срібний призер (3): 1969, 1971, 1972

- Кубок Пошани
  -  Володар (1): 1967

- Кубок Монтевідео
  -  Володар (1): 1971

- Міжконтинентальний суперкубок
  -  Володар (1): 1969

- Кубок Лібертадорес
  -  Фіналіст (1): 1970

«Олімпіакос» (Пірей)
- Суперліга Греції
  -  Чемпіон (5): 1972/73, 1973/74, 1974/75, 1979/80, 1981/82
  -  Срібний призер (2): 1976/77, 1978/79

- Кубок Греції (2):
  -  Володар (2): 1972/73, 1974/75
  -  Фіналіст (1): 1973/74, 1975/76